# Karin Kent

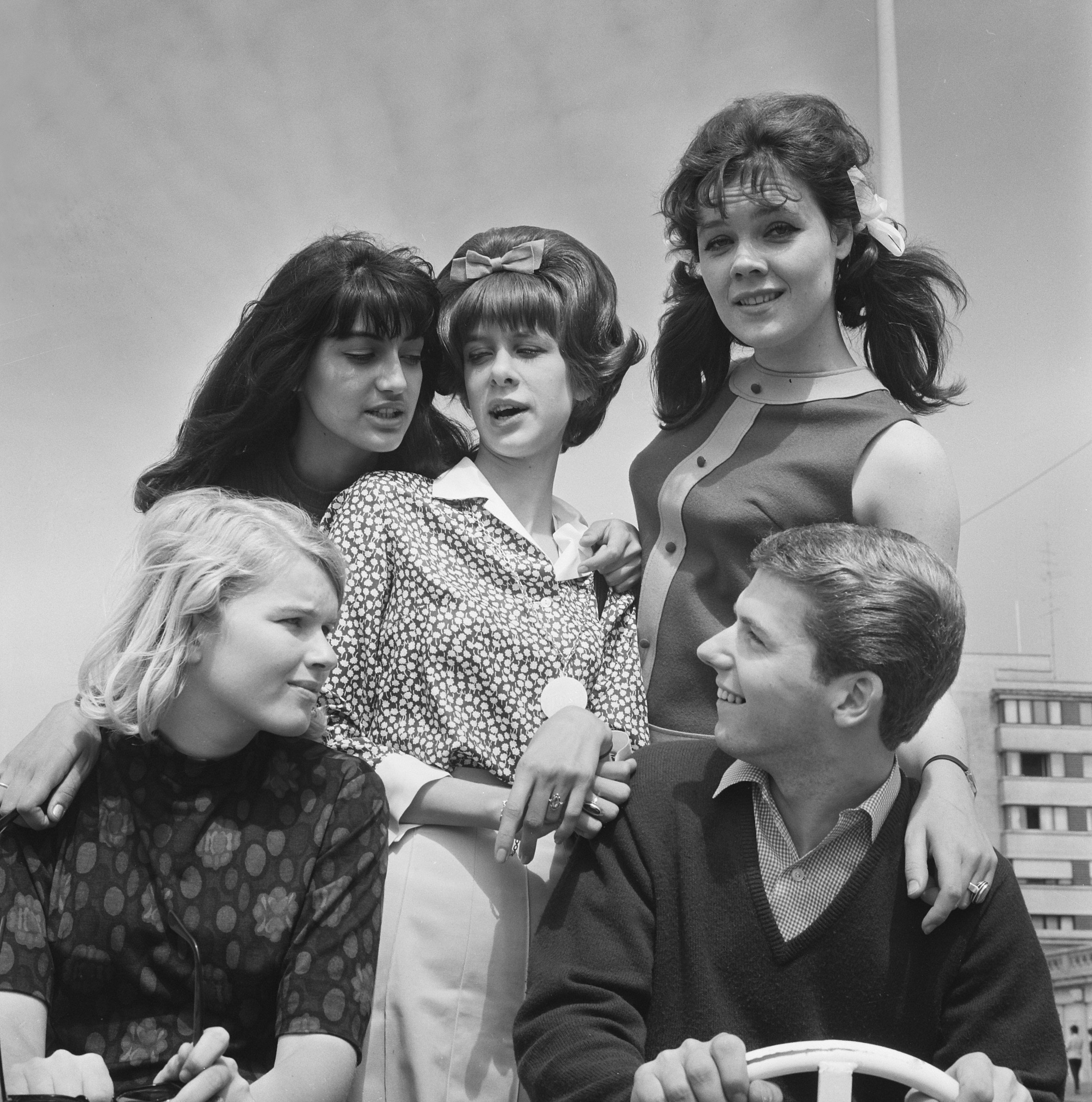
Knokke 1966. Unter: Martine Bijl und Ronnie Tober, oben v. l. n. r. Margie Ball, Janneke Peper und Karin Kent

Karin Kent (* 11. November 1943 in Amsterdam; eigentlich Janneke Kanteman) ist eine ehemalige niederländische Pop- und Schlagersängerin.

## Leben
Nachdem sie zunächst als Sängerin Mitglied der Band Flying Tigers gewesen war, nahm Kent 1964 in Begleitung von Johnny & The Cellar Rockers ihre Debütsingle als Solokünstlerin auf. Anfangs blieben ihre Platten ohne großen Erfolg. Zwei Jahre später trat sie mit dem Song Dans Je De Hele Nacht Met Mij? – der Adaption eines Titels von Burt Bacharach und Hal David – erfolgreich auf dem Songfestival von Knokke auf. Nach der Veröffentlichung als Single erreichte er am 13. August 1966 Platz 1 der Nederlandse Top 40 und war damit anderthalb Jahre nach Einführung der Charts der erste in niederländischer Sprache gesungene Spitzenreiter.
Kent versuchte in der Folge, sich mit einem englischsprachigen Repertoire zu etablieren. Diese Aufnahmen wurden von den Plattenkäufern jedoch nicht angenommen. Erst zum Karneval 1967 landete sie mit dem Stimmungslied Jelle Sal Wel Sien, einer Coverversion von Yellow Submarine der Beatles mit starken Anspielungen im Text auf den damaligen Finanzminister Jelle Zijlstra, einen zweiten Hit. Danach nahm der Erfolg schnell ab. Nach einem kurzen Zwischenspiel als Sängerin von Euson & Stax zog sie sich 1970 aus dem Musikgeschäft zurück. Ein Comeback mit der Single Love Me 1975 missglückte.
Fast 30 Jahre nach ihrem Nummer-eins-Hit erreichte die Nimweger Coverband De Sjonnies 1995 mit einer Neuaufnahme von Dans Je De Hele Nacht Met Mij? ebenfalls die Top Ten.